# Catrine Bengtsson
Catrine Bengtsson (ur. 21 września 1969 w Göteborgu) – szwedzka zawodniczka badmintona.
Dwukrotnie brała udział w igrzyskach olimpijskich: w 1992, w grze pojedynczej i podwójnej kobiet, i w 1996, w grze pojedynczej i w grze mieszanej.
W 1993 w parze z Thomasem Lundem zdobyła złoty medal w grze mieszanej na mistrzostwach świata w badmintonie, a w 1994 zdobyła w parze z Søgaardem, złoty medal w grze mieszanej na mistrzostwach Europy.